# Área de Conservação da Paisagem de Aseri
A Área de Conservação da Paisagem de Aseri é um parque natural situado no condado de Lääne-Viru, na Estónia.
A sua área é de 611 hectares.
A área protegida foi designada em 2007 para proteger a natureza do penhasco de Aseri e a área envolvente.